# De Hadel
De Hadel is een wipmolen aan de Zaanse Schans, in de Nederlandse gemeente Zaanstad.
Deze weidemolen maalt het water in de sloten rond, om het zodoende te verversen. Hij bemaalt dus niet echt meer een polder.
De molen komt oorspronkelijk uit Broerdijk, nabij Midwoud en diende daar als onderbemaling voor een deel van het waterschap de Vier Noorder Koggen. In 1958 is hij verplaatst naar Benningbroek om vervolgens doorverkocht te worden aan Stichting de Zaanse Schans.
De molen heeft door uitbreidingen op de Zaanse Schans een slechte windvang, maar draait evengoed regelmatig. Hij is tot op enkele meters te benaderen.
De Hadel is een gemeentelijk monument.

## Externe link

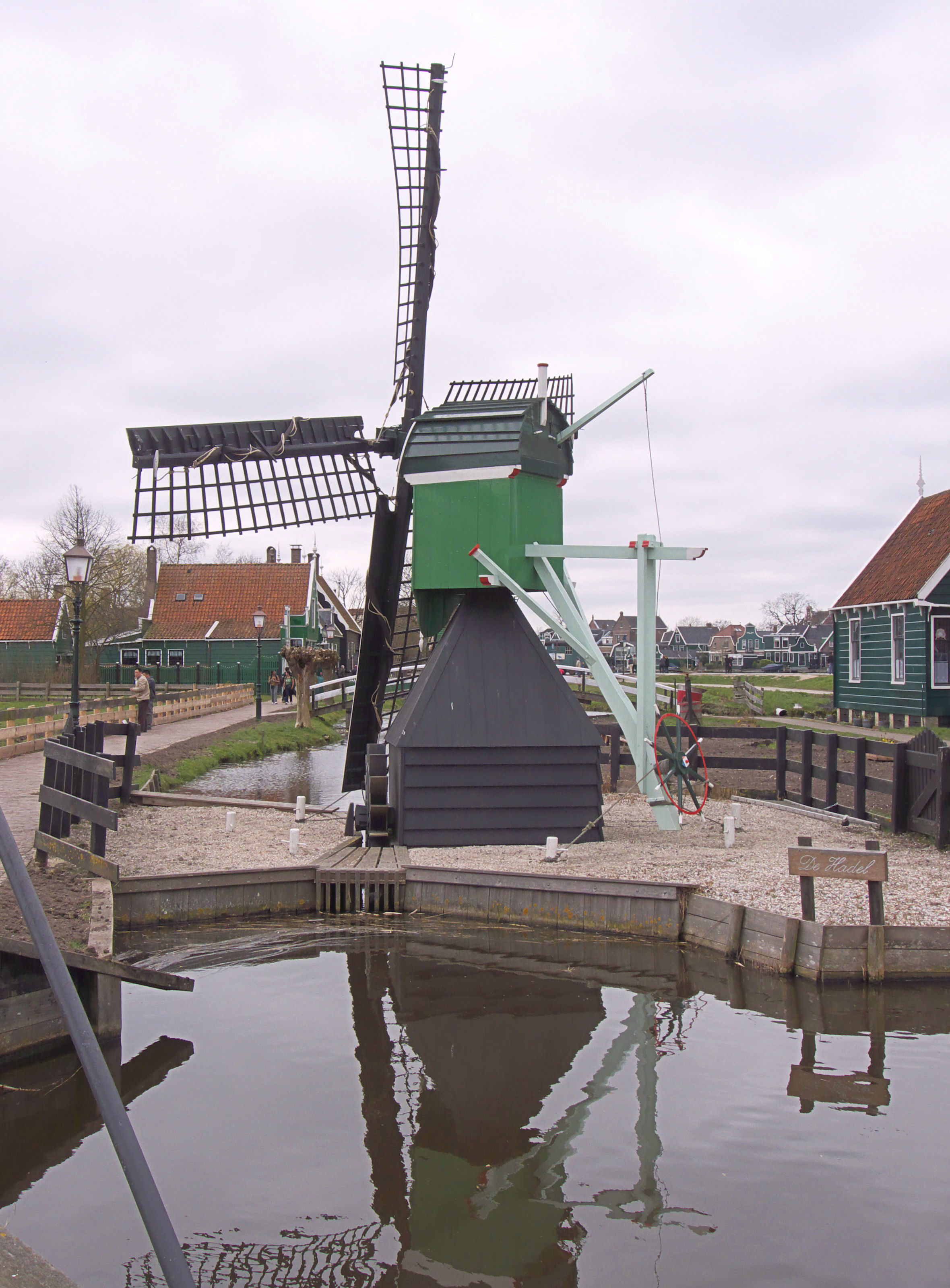
De Hadel